# 胡波爾 (伊利諾伊州)
胡波爾（英語：Hooppole）是位於美國伊利諾伊州亨利縣的一個村落。

## 地理
胡波爾的座標為41°31′20″N 90°54′50″W / 41.52222°N 90.91389°W，而該地最高點為海拔高度190米（即623英尺）。

## 人口
根據2010年美國人口普查的數據，胡波爾的面積為0.89平方千米，當中陸地面積為0.89平方千米，而水域面積為0.00平方千米。當地共有人口204人，而人口密度為每平方千米229人。